# Trakijsko more
Trakijsko more (grčki Θρακικό Πέλαγος / Thrakiko Pelagos'', turski: Trakya Denizi) je krajnji severni deo Egejskog mora, rukavca Sredozemnog mora.

## Hidrografija
Trakijsko more proteže se 209 km od Soluna pa duž trorogog poluostrva Halkidikija na zapadu, na istok sve do turskog poluostrva Galipolje, boka Dardanela. Grčka i turska obala formiraju severnu granicu mora, a ostrvo Lemnos južnu. Preciznije rečeno ono leži između koordinata 23° 00' i 25° 80' geografske dužine odnosno 40° 25' i 41° 25' geografske širine. Duž obala mora leže istorijske regije Makedonija i Trakija.
Trakijsko more preko Dardanela graniči preko Mramornim morem iz kojeg dobija najviše voda iz Crnog mora. Najveća ostrva u tom moru su Tasos i Samotraka u Grčkoj i Imbros (Gökçeada) i Tenedos (Bozcaada) u Turskoj, a najveće reke koje se ulivaju su Mesta i Marica. Trakijsko more je jedno od najranije zabeženih mora u istoriji i književnosti, jer su preko njega Grci koloniyirali Anadoliju i Crno more. 